# Val-Sonnette
Val-Sonnette ist eine französische Gemeinde mit 1.309 Einwohnern (Stand: 1. Januar 2022)im Département Jura in der Region Bourgogne-Franche-Comté. Sie gehört zum Arrondissement Lons-le-Saunier und ist Mitglied im Gemeindeverband Communauté de communes Porte du Jura.
Die Vorgängergemeinde erhielt 2024 die Auszeichnung „Eine Blume“, die vom Conseil national des villes et villages fleuris (CNVVF) im Rahmen des jährlichen Wettbewerbs der blumengeschmückten Städte und Dörfer verliehen wird.
Das heutige Val-Sonnette entstand als Commune nouvelle mit Wirkung vom 1. Januar 2025 durch die Zusammenlegung der bisherigen, gleichnamigen Commune nouvelle Val-Sonnette mit der bisherigen Gemeinde Sainte-Agnès, die fortan den Status einer Commune déléguée besitzt, wie ebenso die bisherigen Communes déléguées der früheren Commune nouvelle Val-Sonnette, Bonnaud, Grusse, Vercia und Vincelles. Der Verwaltungssitz der neuen wie der bisherigen Commune nouvelle befindet sich in Vincelles.

## Gemeindegliederung
| Commune déléguée            | Ehemaliger INSEE-Code | PLZ   | Fläche (km²) | Einwohnerzahl (2022) |
| --------------------------- | --------------------- | ----- | ------------ | -------------------- |
| Vincelles (Verwaltungssitz) | 39576                 | 39190 | 6,29         | 401                  |
| Bonnaud                     | 39064                 | 39190 | 1,65         | 060                  |
| Grusse                      | 39264                 | 39190 | 3,25         | 181                  |
| Vercia                      | 39549                 | 39190 | 4,06         | 303                  |
| Sainte-Agnès                | 39474                 | 39190 | 4,08         | 364                  |

## Geografie
Val-Sonnette liegt etwa 10 Kilometer südsüdwestlich von Lons-le-Saunier und etwa 48 Kilometer nordnordöstlich von Bourg-en-Bresse an der Grenze zum benachbarten Département Saône-et-Loire. Die östliche Hälfte des Ortsgebiets ist Teil der Région naturelle des Revermont, die westliche Hälfte ist Teil der Région naturelle der Bresse.
Das Gemeindegebiet erstreckt sich über das namensgebende Tal der Sonnette, die es von Ost nach West durchströmt, sowie angrenzende Gebiete des sich nach Westen hin breit öffnenden Tals. Die Sonnette entspringt auf dem Gebiet der Commune déléguée Grusse. Der Ruisseau du Roi bildet im Nordwesten die natürliche Grenze zum Département Saône-et-Loire. Zahlreiche kleinere Bäche münden in die Sonnette, insbesondere im westlichen Teil. Der östliche Teil des Gemeindegebiets bildet eine Senke zwischen drei mittelhohen, in Nord-Süd-Richtung orientierten Jurakämmen im Norden und Osten, im Süden eines mittelhohen parallelen Jurakamms.
Das Zentrum liegt auf etwa 230 m Höhe. Der höchste Punkt von Val-Sonnette wird im äußersten Südosten an der Côte de Malessard auf 550 m Höhe gemessen, die tiefste Stelle mit 194 m im äußersten Westen beim Austritt des Ruisseau du Roi aus dem Gemeindegebiet.
Umgeben wird Val-Sonnette von den sechs Nachbargemeinden:
| Savigny-en-Revermont (Saône-et-Loire) | Trenal                                      | Cesancey      |
|                                       | Kompassrose, die auf Nachbargemeinden zeigt | La Chailleuse |
| Beaufort-Orbagna                      | Rotalier                                    |               |

## Sehenswürdigkeiten
| Name                                              | Ort          | Bemerkungen    | Bild |
| ------------------------------------------------- | ------------ | -------------- | ---- |
| Kirche Assomption de la Bienheureuse Vierge Marie | Vincelles    |                |      |
| Wohnhaus von Antoine Joseph Secrétan              | Grusse       | 1821 errichtet |      |
| Kirche Saint-Roch                                 | Grusse       |                |      |
| Kirche Sainte-Agnès                               | Sainte-Agnès |                |      |

## Sport und Freizeit
Der GR 59 „Des Vosges au Jura“, ein 605 Kilometer langer Fernwanderweg vom Ballon d’Alsace (Département Vosges) nach Culoz-Béon (Département Ain) durchquert das östliche Gemeindegebiet von Nordost nach Südwest.

## Bildung
Die Gemeinde verfügt über eine öffentliche Vor- und Grundschule (École primaire) im Ortsteil Vincelles mit 124 Schülerinnen und Schülern im Schuljahr 2024/2025.

## Wirtschaft
Die Anzahl aktiver landwirtschaftlicher Betriebe, die in Val-Sonnette aktiv sind, betrug 24 im Jahr 2020.
Val-Sonnette liegt in den Zonen AOC
- des Holzes des Jura, gewonnen aus Weiß-Tannen oder der Gemeinen Fichte und
- des Comté, einem Hart-Rohmilchkäse,
- des Morbier, einem Rohmilchkäse mit einem charakteristischen Streifen aus Pflanzenasche,
- des Côtes du Jura in den Appellationen weiß, rosé, rot, vin de paille (Strohwein) und vin jaune,
- des Crémant du Jura, einem Schaumwein in den Appellationen weiß und rosé,
- des Macvin du Jura, einem Likörwein in den Appellationen weiß, rosé und rot,
- des Marc du Jura, einem Tresterbrand
- des Chapon (Kapaun) de Bresse,
- der Dinde (Pute) de Bresse,
- der Poularde (Masthühnchen) de Bresse und
- der Volaille (Geflügel) de Bresse oder Poulet (Huhn/Hähnchen) de Bresse und
- der Crème et beurre de Bresse.[7]

## Verkehr
Die Departementsstraße D 1083, die ehemalige Route nationale 85 von Lyon nach Straßburg durchquert das Gemeindegebiet von Südwest nach Nordost. Nachgeordnete Departementsstraßen und lokale Landstraßen verbinden die Ortsteile untereinander und mit den Nachbargemeinden.
Busse einer Linie der Transportgesellschaft MobiGo der Region Bourgogne-Franche-Comté fahren mehrere Haltestellen in Val-Sonnette an und verbinden die Gemeinde mit Lons-le-Saunier und Bourg-en-Bresse.
Die Bahnstrecke Mouchard–Bourg-en-Bresse durchquert das Gemeindegebiet ohne Haltepunkt.